# Egawa Hidetatsu
Egawa Hidetatsu est un nom japonais traditionnel ; le nom de famille (ou le nom d'école), Egawa, précède donc le prénom (ou le nom d'artiste).
Egawa Hidetatsu Tarōzaemon (江川英龍太郎左衛門, 23 juin 1801-1er mars 1855) est un intendant japonais du Bakufu. Il était daikan, responsable des domaines du shogunat Tokugawa d'Izu, de Sagami et de Kai pendant la période du Bakumatsu. Il joua un rôle important dans le renforcement des défenses côtières contre les incursions occidentales au XIXe siècle.

## Défenses côtières
Comme il possédait des terres sur les côtes, Egawa Hidetatsu fut impliqué dans la question des défenses côtières, critiques pour le Japon à cette époque. Il était en relation avec le groupe de Watanabe Kazan, et de Choei Takano.

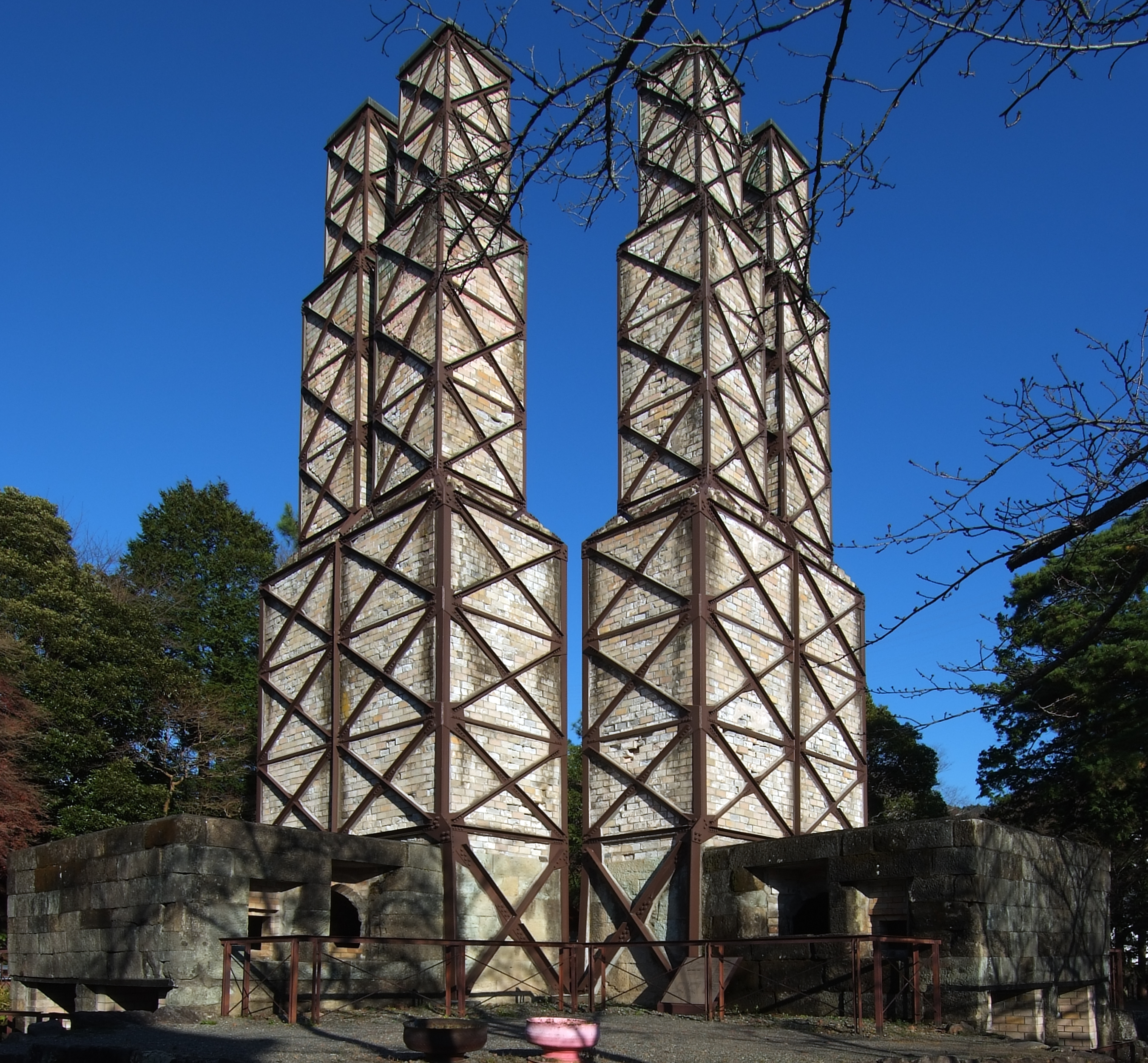
Four à réverbère à Izunokuni construit par Egawa Hidetasu. La construction a commencé en novembre 1853, et dura trois ans et six mois jusqu'en 1857. Il fonctionna jusqu'en 1864.

En 1839, Egawa Hidetatsu fut chargé de la mise en place des défenses côtières dans la baie d'Edo pour prévenir de futures incursions occidentales, après l'incident du Morrison de Charles W. King en 1837. En 1841, Egawa a orchestré des démonstrations d'artillerie devant Takashima Shūhan, un représentant du shogunat.
En 1842, Egawa tenta de construire un four dans le village de Nirayama dans la péninsule d'Izu pour fabriquer des armes. Après avoir envoyé quelqu'un pour étudier celui du domaine de Satsuma, un nouveau four fut construit, qui a réussi à fabriquer des canons en 1858, après la mort d'Egawa.
Egawa a enseigné les techniques d'artillerie occidentales à beaucoup d'élèves qui sont plus tard devenus des figures importantes de la restauration de Meiji. Il préconisait la conscription des agriculteurs au sein de l'armée.

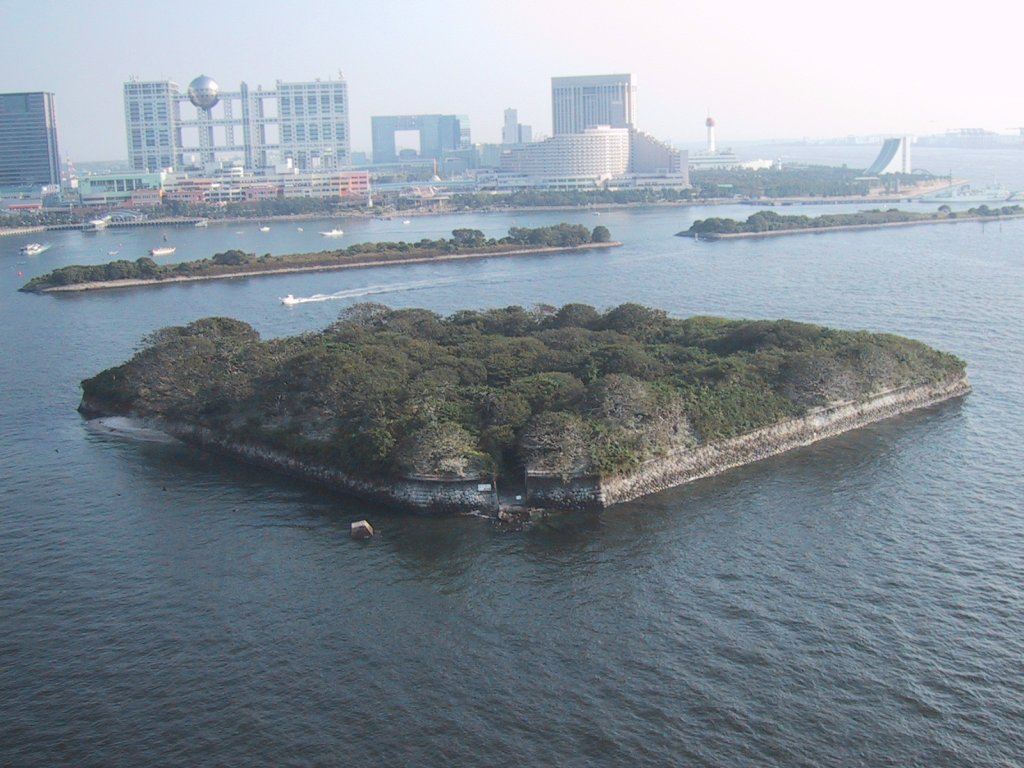
Egawa Hidetatsu a conçu et construit les batteries d'artillerie d'Odaiba à l'entrée d'Edo en 1853-1854.

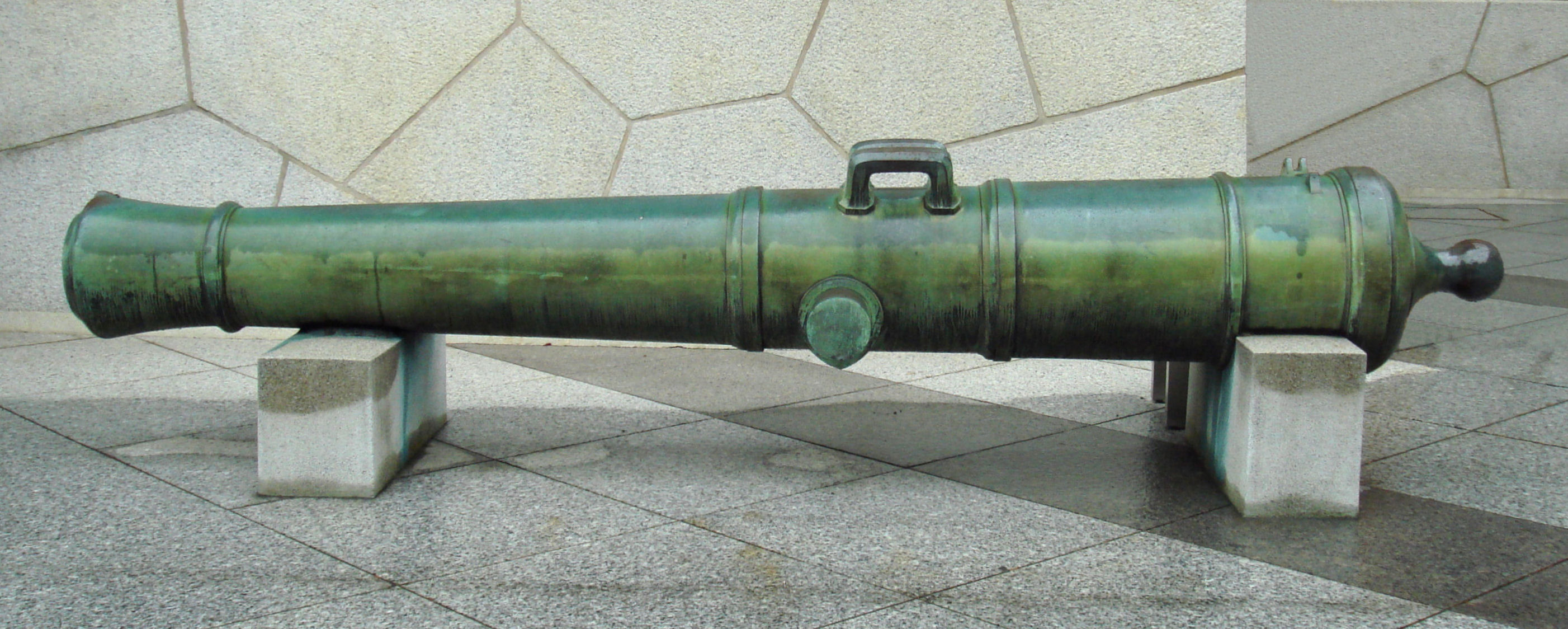
L'un des canons d'Odaiba, aujourd'hui au sanctuaire Yasukuni.

Egawa Hidetatsu a également conçu et construit les batteries d'artillerie d'Odaiba à l'entrée du port d'Edo en 1853-1854, juste après la visite du commodore Perry en 1853 et sa menace de revenir l'an prochain,. Les fortifications furent construites pour empêcher les incursions des navires étrangers dans Tokyo. Le commodore Perry revint effectivement et arrêta sa flotte à Uraga, à l'entrée de la baie d'Edo, et se prépara à de possibles hostilités si ses négociations avec les Japonais échouaient. Ses navires étaient équipés des nouveaux canons Paixhans capables de détruire tout ce sur quoi ils tiraient,.

## Débat sur l'occidentalisation
Egawa participa à un important débat de cette époque, celui d'adopter ou non les méthodes occidentales. Il déclarait que les Anglais s'étaient montrés supérieurs aux Chinois en les écrasant pendant la guerre de l'opium en 1840, et que si le Japon ne voulait pas subir le même sort, il était nécessaire d'utiliser leurs propres façons de faire pour les repousser. D'autres, comme Torii Yōzō, faisaient valoir que c'étaient les méthodes traditionnelles japonaises qui devaient être utilisées et renforcées. Egawa arguait quant à lui que, tout comme le bouddhisme et le confucianisme qui venaient de l'étranger, il était logique d'introduire les méthodes occidentales vu que celles-ci s'avéraient être plus efficaces. Shōzan Sakuma était un étudiant de l'école fondée par Egawa.
Une synthèse théorique des « connaissances et pensées occidentales » sera plus tard réalisée par Sakuma Shōzan et Yokoi Shōnan dans le but de « contrôler les barbares avec leurs propres méthodes ».
À un moment donné, Egawa demanda les conseils de Nakahama Manjirō, un naufragé japonais qui avait passé dix ans en Occident avant de revenir au Japon, afin de mieux connaitre l'Occident.

## Source de la traduction
- (en) Cet article est partiellement ou en totalité issu de l’article de Wikipédia en anglais intitulé « Egawa Hidetatsu » (voir la liste des auteurs).